# Gitta Franken
Gitta Franken, geborene Mennenga, (* 1959 in Hage, Niedersachsen) ist eine deutsche Autorin und Liedermacherin, die in niederdeutscher Sprache veröffentlicht.

## Leben
Franken ist in Leezdorf und Großheide in Ostfriesland aufgewachsen. Sie leitete verschiedene Kindergärten im Altkreis Norden.
Franken schreibt plattdeutsche Kinderbücher, Kurzgeschichten, Theaterstücke, Hörspiele und Gedichte sowie Liedertexte, zu denen sie auch die Melodien komponiert. Sie ist Gründerin und Mitglied der Musikgruppe Gitta Franken – Dreebladd.
Gitta Franken lebt in Südbrookmerland, ist mit dem Autor Udo Franken verheiratet und hat zwei Söhne.

## Ehrungen
- 1993: Keerlke-Preis des Vereins Oostfreeske Taal
- 2005: Borsla-Preis für niederdeutsche Sprache und Literatur (gemeinsam mit Udo Franken)
- 2011: Borsla-Preis für niederdeutsche Sprache und Literatur
- 2013: Johann-Friedrich-Dirks-Preis der Stadt Emden

## Werke
- De Steernenkinner: Singspöl in 3 Törns; für Kinder von drei bis neun Jahren, Ostfriesische Landschaft, Regionales Pädagogisches Zentrum (RPZ), Aurich 1994
- Komm, sing un danz mit mi: 15 plattdeutsche Sing- und Tanzspiele für Kindergärten, Vorschulen und Grundschulen; Ostfriesische Landschaft, Fackstee Oostfreeske Streektaal (FOS), unter Mitarbeit von Gitta Mennenga, Aurich 1995
- Buur Hermann up Reisen – Bauer Hermann auf Reisen: Ein Buch von Kindern für Kinder, Text Plattdeutsch/Hochdeutsch von Gitta Mennenga und Udo Franken, Selbstverlag, Südbrookmerland 1998
- Doornroosje: Ein Märchen-Singspiel frei nach den Brüder Grimm von Gitta Mennenga und Udo Franken, Mahnke Theaterverlag, Verden 2001
- De Steernenkinner: Ein Märchen-Singspiel in drei Bildern für Kindergarten, Vor- und Grundschule, Mahnke Theaterverlag, Verden 2001
- Dat moiste Bild – Das schönste Bild: Ein Buch mit Bildern von Kindern für Kinder, Hebus Verlag, Leer 2001
- Dat is ja woll verhext: Singspiel in drei Akten von Gitta und Udo Franken, Mahnke Theaterverlag, Verden 2002
- En Fall för Willi: Komödie in drei Akten von Gitta und Udo Franken, Mahnke Theaterverlag, Verden 2004
- Hinni in Gefahr: eine Katz- und Mausgeschichte in Platt- und Hochdeutsch von Gitta und Udo Franken, Bilder von Monika Lüppen, Leda-Verlag, Leer 2004, ISBN 3-934927-54-8
- In Toornhusen geiht wat scheev: Eine fantastische Geschichte für Kinder von 9 bis 99, Text und Bill´der von Gitta und Udo Franken, Bösel 2005
- Toornmanntjes Trick von Gitta und Udo Franken, Soltau-Kurier-Norden 2006, ISBN 3-928327-92-5
- Plattdütsk is cool [Musikdruck]: 14 neue plattdeutsche Kinderlieder Von Gitta und Udo Franken, Soltau-Kurier-Norden 2009, ISBN 978-3-939870-28-9
- De Gedanken sünd freei, alle Texte und Titel: Gitta und Udo Franken, Klang-Lounge, 2011

## Hörspiel
- En Müür, Hörspiel; ausgezeichnet mit dem Borsla-Preis 2011